# Pyrwenec (obwód Płowdiw)
Pyrwenec (bułg. Първенец) – wieś w południowej Bułgarii, w obwodzie Płowdiw, w gminie Rodopi. Nad rzeką Wyrlisztica.